# Campionati europei di maratona canoa/kayak 1997
I Campionati europei di maratona canoa/kayak 1997 sono stati la 2ª edizione della competizione continentale. Si sono svolti a Pavia, in Italia, tra il 13 e il 14 settembre 1997.

## Medagliere
| Pos.   | Paese         | Oro | Argento | Bronzo | Totale |
| ------ | ------------- | --- | ------- | ------ | ------ |
| 1      | Ungheria      | 2   | 3       | 1      | 6      |
| 2      | Gran Bretagna | 2   | 1       | 1      | 4      |
| 3      | Paesi Bassi   | 1   | 0       | 2      | 3      |
| 4      | Svezia        | 1   | 0       | 0      | 1      |
| 5      | Danimarca     | 0   | 1       | 0      | 1      |
| 5      | Portogallo    | 0   | 1       | 0      | 1      |
| 7      | Francia       | 0   | 0       | 1      | 1      |
| 7      | Polonia       | 0   | 0       | 1      | 1      |
| Totale | Totale        | 6   | 6       | 6      | 18     |

## Podi

### Uomini
| Evento    | Oro                                 | Perform. | Argento                                       | Perform  | Bronzo                                      | Perform. |
| Canoa C-1 | Pál Pétervári                       | 3h42'32" | José Sousa                                    | 3h44'05" | Gábor Kolozsvári                            | 3h47'30" |
| Canoa C-2 | Ungheria Gabor Balgovics Bela Jakus | 2h38'10" | Ungheria Edvin Csabai Attila Györe            | 2h41'02" | Francia Hervé Maigrot Lionel Dubois-Dunilac | 2h42'41" |
| Kayak K-1 | Edwin de Nijs                       | 3h12'19" | Tim Brabants                                  | 3h12'56" | Dolph Te Linde                              | 3h15'07" |
| Kayak K-2 | Svezia Magnus Skoldbeck Tim Krantz  | 3h10'33" | Danimarca Thomas Christiansen Karsten Solgård | 3h10'49" | Gran Bretagna Ivan Lawler Steven Harris     | 3h12'08  |

### Donne
| Evento    | Oro                                      | Punti    | Argento                          | Punti    | Bronzo                                      | Punti    |
| Kayak K-1 | Anna Hemmings                            | 2h44'47" | Kornélia Szonda                  | 2h44'49" | Nicole Bulk                                 | 2h46'04" |
| Kayak K-2 | Gran Bretagna Patricia Davey Sonja Bapty | 2h31'04" | Ungheria Andrea Pitz Renata Csay | 2h31'05" | Polonia Marzena Michalak Izabella Dankowska | 2h31'09" |